# Aedes explorator
Aedes explorator är en tvåvingeart som beskrevs av E. Sydney Marks 1964. Aedes explorator ingår i släktet Aedes och familjen stickmyggor. Inga underarter finns listade i Catalogue of Life.